# Klaus Hänsch
Klaus Hänsch (Szprotawa, en aquel entonces parte de la Alemania nazi, actual Polonia, 15 de diciembre de 1938) es un político alemán, eurodiputado por el Partido Socialdemócrata de Alemania, parte del Partido Socialista Europeo, del que ha sido vicepresidente desde 1989, exceptuando el periodo comprendido entre el 19 de julio de 1994 y el 13 de enero de 1997, en el que fue presidente del Parlamento Europeo.